# Liceida
Liceida o Liceales es un orden de mixomicetos de la clase Myxogastrea. Se caracterizan por esporas que se desarrollan internamente y por la ausencia de un verdadero capilicio, aunque a veces está presente un seudocapilicio. La mayoría de las especies viven sobre la corteza de los árboles vivos (son corticícolas), que se seca en repetidas ocasiones durante su desarrollo y puede haber dirigido la evolución hacia la reducción de los cuerpos fructíferos. Las esporas son normalmente de colores claros.